# The Street Fighter's Last Revenge
The Street Fighter’s Last Revenge (in Japans: Gyakushû! Satsujin ken 逆襲!殺人拳) is een film uit 1974 met in de hoofdrol Sonny Chiba. De film is de derde film in de reeks films over The Street Fighter de film kwam in hetzelfde jaar uit als het eerste deel en een half jaar na het tweede Return of the Street Fighter. De Amerikaanse versie van deze film bevindt zich momenteel net als de andere Street Fighter-films in het publiek domein.

## Rolverdeling
| Acteur                  | Personage       |
| ----------------------- | --------------- |
| Shinichi (Sonny) Chiba  | Takuma Tsurugi  |
| Reiko Ike               | Aya Owada       |
| Eizo Kitamura           | Seigen Owada    |
| Akira Shion             | Go Owada        |
| Koji Wada               | Takera Kunigami |
| Masafumi Suzuki         | Kendo Masaoka   |
| Etsuko Shihomi Huo Fèng |                 |
| Tatsuo Endo             | Rikizo Watanabe |
| Dorian Howard           | Frankie Black   |
| Willy Dosey             | Wolf            |